# Río Towy
El río Tywy o también Towy (en galés: Afon Tywi) es un río galés de 121 kilómetros de longitud, el más largo de los que fluyen enteramente dentro de Gales, y destaca por la pesca de trucha y salmón en sus aguas.
El río surge dentro de 15 km del Teifi en las laderas inferiores de Crug Gynan en los montes Cámbricos y, fluyendo a través del Bosque de Towy, forma la frontera entre Ceredigion y Powys. El río fluye en dirección suroeste a través de Carmarthenshire pasando a través de las ciudades de Llandovery y Llandeilo. En Carmarthen se le une un sustancioso afluente, el Afon Gwili, en Abergwili. Finalmente, el Towy fluye a la bahía de Carmarthen al este de los Pendine Sands, en un estuario que comparte con el río Tâf y las dos ramas del río Gwendraeth. La desembocadura del estuario del Towy está guardada por el castillo de Llansteffan, un castillo normando del siglo XII.
Los principales afluentes del Towy son los ríos Cothi, Gwili, Brân y Doethie. 